# Coihueco (kommun)
Coihueco är en kommun i Chile.   Den ligger i provinsen Punilla och regionen Ñuble, i den södra delen av landet, 400 km söder om huvudstaden Santiago de Chile.

## Terräng och klimat
I omgivningarna runt Coihueco växer i huvudsak städsegrön lövskog. Runt Coihueco är det glesbefolkat, med 12 invånare per kvadratkilometer.